# Guerre bizantino-georgiane
Le guerre bizantino-georgiane furono una serie di conflitti durante l'XI secolo, combattuti principalmente su diversi punti strategici al confine dell'impero bizantino, del regno georgiano e dell'Armenia. La maggior parte di queste terre furono date dall'imperatore bizantino, Basilio II (976-1025) al re georgiano Davide III di Tao, in ricompensa per il suo fondamentale contributo nella lotta contro i ribelle bizantino, il generale Barda Sclero (978/979), che sì era proclamato imperatore. Tuttavia, Davide sostenne un altro generale bizantino, Barda Foca, che sì era proclamato imperatore bizantino (980). Ma Barda Foca fu sconfitto e Davide fu costretto a diventare tributario di Basilio II. Questo accordo ne ruppe uno che Davide, aveva fatto col suo figlio adottivo, Bagrat III di Georgia, erede al trono di Georgia. Quando Davide morì nei primi mesi del 1000, Basilio II ereditò Tao, Teodosiopoli (alias Karin, Karnu; oggi Erzurum), Phasiane e la regione del lago di Van (Apahunik) insieme alla città di Manzicerta. L'anno seguente, il principe georgiano Gurgen, padre naturale di Bagrat, marciò per prendere le terre che i bizantini avevano ereditato alla morte di Davide, ma la sua avanzata fu vanificata dal generale bizantino Niceforo Urano, dux d'Antiochia. Nonostante questi insuccessi, Bagrat fu in grado di diventare il primo re della Georgia unificata, nel 1008. Bagrat morì nel 1014, suo figlio, Giorgio I, voleva riconquistare i territori ceduti da Davide III ai bizantini.